# Biduanda karnyi
Biduanda karnyi är en fjärilsart som beskrevs av Riley 1945. Biduanda karnyi ingår i släktet Biduanda och familjen juvelvingar. Inga underarter finns listade i Catalogue of Life.